# Гасанова, Гёвхар Техран кызы
Гёвхар Техран кызы Гасанова (азерб. Gövhər Tehran qızı Həsənova; род. 1961, Ленкоранский район) — советский азербайджанский овощевод. Депутат Верховного Совета СССР 11-го созыва (1984—1989).

## Биография
Родилась в 1961 году в селе Болади Ленкоранского района Азербайджанской ССР.
Окончив в 1978 году среднюю школу, начала трудовую деятельность овощеводом совхоза имени Низами Ленкоранского района республики, позже возглавила звено овощеводов в этом же совхозе.
Достигла высоких результатов при выполнении плана по производству сельскохозяйственной продукции одиннадцатой пятилетки (1981—1985), выполнила задания пятилетки за 3 года. Только за начало 1984 года вместо 25 плановых тонн собрала 64 тонны овощей.
Активно участвовала в общественно-политической жизни республики и Советского Союза, состояла в ВЛКСМ. В 1984 году избрана депутатом Совета Союза Верховного Совета СССР 11-го созыва от Ленкоранского избирательного округа, была членом Мандатной комиссии.
Проживает в родном селе Болади Ленкоранского района Азербайджана.